# 浜中宏一
浜中 宏一（はまなか こういち、1941年（昭和16年）は、日本の工学研究者。専門は、電子デバイス・光デバイス。工学博士(慶應義塾大学・1996年)。千歳科学技術大学光科学部光応用システム学科教授に就任(1999年2月）。千歳科学技術大学（2019年4月より公立千歳科学技術大学）名誉教授（2012年4月）

## 経歴
広島県出身。慶應義塾大学工学部電気工学科卒業、同大学院工学研究科電気工学専攻修士課程修了。三菱電機中央研究所量子エレクトロニクス部次長、同中央研究所計画部長、同先端技術総合研究所開発支援部長・デバイス技術部門参事を経て千歳科学技術大学教授。三菱電機在籍中は、ハイブリッドIC、マイクロ波IC、光IC、光部品、ジョセフソン素子、高温超電導材料の研究に携わった。

## 特許
- 光減衰装置(特許No.1236187)1984
- 光回路素子(特許No.1338409)1986
- 光回路素子(特許No.1368977)1987
- 光ファイバケーブル(特許No.1384602)1987
- レーザドップラー速度計(特許No.1516129)1989
- 強相関電子系ペロブスカイト遷移金属酸化物による光エレクトロニクス2000

他、共同開発多数。

## 博士論文
- 1996年 - 浜中 宏一『分子線エピタキシー法によるGaAs/AlGaAs系光デバイスの高性能化に関する研究』慶應義塾大学。